# Tadao Sawai
Pour les articles homonymes, voir Sawai (homonymie).
Tadao Sawai (沢井 忠夫, Sawai Tadao, 1937 - 1er avril 1997) est un compositeur et joueur de koto. Il est connu dans tout le Japon pour son habileté au koto et ses compositions. Marié à Kazue Sawai, elle-même joueuse de koto, il a un fils, Hikaru Sawai (en), également musicien.
Né dans la préfecture d'Aichi, Sawai est diplômé de la prestigieuse Université des arts de Tokyo en 1958. Il a aussi travaillé avec un certain nombre de musiciens occidentaux dont Wadada Leo Smith et a également publié un CD de lui-même jouant Jazzy Bach au koto.
Sawai a inventé un koto à sa façon appelé Tadao koto.

## Discographie
J.S. Bach Is Alive and Well and Doing His Thing on the Koto, Sawai (premier koto), Kazue Sawai (second koto), Hozan Yamamoto (shakuhachi), Sadanori Nakamure (guitare), Tatsoro Takimoto (basse), Takeshi Inomata (tembours). RCA Red Seal, 1971, LSC-3227

## Source de la traduction
- (en) Cet article est partiellement ou en totalité issu de l’article de Wikipédia en anglais intitulé « Tadao Sawai » (voir la liste des auteurs).